# Розроблення монолітних гірських порід

Розро́блення монолі́тних гірськи́х порі́д (рос. разработка монолитных горных пород, англ. exploitation of monolithic rocks; нім. Abbau m der Monolithgesteine) — комплекс робіт з видобування монолітних нетріщинуватих порід типу вапняків, мармуру, вулканічного туфу, опоки тощо, які використовують як будівельний матеріал (стіновий камінь, блоки).
Стінові камені, згідно з державним стандартом, вирізають довжиною 390 і 490 мм, шириною 190 і 240 мм та висотою 188 мм. Стінові блоки — довжиною 500–3020 мм, шириною 820 і 1000 мм, висотою 400 і 500 мм. Форма і розміри блоків-заготовок визначаються технічною доцільністю та потребами замовника. Сфера використання: вихідний матеріал для архітектурно-будівельних, облицювальних робіт.
Гірничі роботи з видобування штучного пиляного каменю (рис. 1) мають ряд специфічних особливостей, що кардинально відрізняють їх від видобування масових матеріалів (руда, вугілля, інші сипкі корисні копалини). До них належать: мала висота уступів (0,4–3 м), відсутність буропідривних робіт, необхідність точного дотримання розмірів і напрямку переміщення уступів по площі родовища, суворі вимоги до розмірів видобувних блоків тощо. Незалежно від висоти уступу технологія вирізки каменю включає три основних операції: перша — поперечні розрізи пилкою по усій довжині фронту робіт на всю висоту уступу; друга — поздовжні надрізи на всю довжину уступу та по всій висоті; третя — відділення блоків від масиву (відрізні пропили).
Довжина поперечних надрізів (поперечного захвату) залежить від конструкції машини і способу розроблення. При обмеженій довжині розрізів систему розроблення називають захопною (рис. 2, а). Якщо конструкція машини не обмежує довжину поперечного пропилу (при цьому машина пересувається по покрівлі пласта), система розробки називається стовповою — уступ поперечними пропилами розрізається на довгі стовпи (рис. 2, б), після чого друга машина, обладнана вертикальною і горизонтальною пилками, виконує поперечні і відрізні пропили. При високоуступній захватній системі робочі органи пилок (ріжучі барові ланцюги) дозволяють виконувати пропили на всю висоту уступу (рис. 2, г). Відрізають камені дисковими пилками. У високоуступних захватних системах (рис. 2, г, д,е) відрізні пропили виконують різними способами. Для вирізки крупних блоків, які потім розрізають на плити, використовують високоуступні двостадійні системи з фронтальним та діагональним орієнтуванням вирізки каменю (рис. 2, ж, з).